# Ralph Neville (1er comte de Westmorland)
Pour les articles homonymes, voir Ralph Neville.
Ralph Neville (vers 1364 – 21 octobre 1425), 6e baron Neville de Raby puis 1er comte de Westmorland, est un important baron anglais des règnes de Richard II, Henri IV et Henri V d'Angleterre.

## Biographie
Il est le fils de John Neville (v.1337-1388), 3e baron Neville, et de Maud Percy († 1378/79), fille d'Henri, 2e lord Percy d'Alnwick. Ralph Neville (1er comte de Westmorland) fut armé chevalier par Thomas de Woodstock au cours de la campagne de France en 1380. À la mort de son père, en 1388, il devint le 6e baron Neville de Raby. En 1391, Neville fut intégré à la commission investie des charges de connétable en remplacement de Thomas de Woodstock : à ce titre, il fut de toutes les négociations avec les Écossais. Le 29 septembre 1397, en récompense de son appui indéfectible à Richard II contre les Lords Appellant, Neville fut élevé au rang de 1er comte de Westmorland.
Mais en tant que partisan des Lancastre, il prit fait et cause pour le prétendant Henri Bolingbroke en octobre 1399, et le nouveau souverain lui attribua la charge de comte Maréchal à vie (mais il démissionna en 1412). Avant la fin de 1399, il était aussi déjà conseiller particulier. En 1403, il fut reçu chevalier de la Jarretière, prenant la place laissée vacante par la mort du duc Edmond de Langley. Le roi Henri IV lui attribua l’honneur et la seigneurie de Richmond à vie. Comme les premiers seigneurs de Richmond et Pierre II de Savoie avant lui, Ralph disposait de la terre de Richmond, mais sans qu'y soit attaché un titre nobiliaire.
Les comtes de Neville étaient des rivaux héréditaires de la Maison de Percy. En 1403, la prééminence des Percy s'était atténuée à l'issue de la bataille de Shrewsbury et, tandis qu'ils avaient détenu depuis des décennies le pouvoir sur les deux Marches du Nord, voilà qu'à présent les marches de l'Ouest étaient attribuées aux Neville, dont de surcroît l'influence dans l'Est n'était pas mince. Neville avait empêché le comte de Northumberland de venir au secours de Hotspur, puis avait organisé un nouveau soulèvement contre son ennemi. En mai 1405, alors que les Percy se rebellaient à leur tour avec Thomas Mowbray 4e comte de Norfolk, et l’archevêque Scrope, Neville alla à leur rencontre à Shipton Moor, près d'York, pour suggérer des pourparlers entre les barons du royaume. Or Scrope et Mowbray furent arrêtés après que Mowbray eut congédié ses partisans, et remis au château de Pontefract. Certains historiens estiment que les deux hommes se seraient rendus d'eux-mêmes. Si c'est Neville qui les a trahis, il n'a cependant à coup sûr joué aucun rôle dans leur exécution.
Dans la dernière phase de sa carrière, Neville s'occupa essentiellement de la défense des marches du Nord, en tant que Gardien des Marches (1403–1414). En 1415, il remporta une victoire décisive sur les envahisseurs écossais à la bataille de Yeavering. En 1422, il fut membre du conseil de régence pendant la minorité d’Henri VI.
Neville mourut le 21 octobre 1425, ordonnant par legs la création d'un lycée à Raby, le College of Staindrop . On édifia à sa mémoire, dans l'église Ste-Marie de Staindrop, près du château de Raby, un magnifique tombeau d'albâtre : son gisant en armure est entouré de celui de ses deux épouses. Le généalogiste irlandais John Burke le considérait déjà en 1842 comme le plus beau monument funéraire du nord de l'Angleterre.

## Familles et descendance
Il épouse en premières noces Margaret Stafford († 1396), fille de Hugh Stafford, 2e comte de Stafford. Ensemble, ils ont deux fils et six ou sept filles :
- John (v.1387 – mai 1420), épouse Elizabeth Holland[1]. Leur fils Ralph Neville hérite du titre de comte de Westmorland à la mort de son grand-père[1] ;
- Ralph († 1458), épouse Mary, fille et cohéritière de Sir Robert Ferrers d'Oversley[1] ;
- Maud, épouse de Peter, Lord Maulay[1] ;
- Alice, épouse de Sir Thomas Grey de Heaton, puis de Sir Gilbert Lancaster[1] ;
- Philippa, épouse de Thomas, Lord Dacre[1] ;
- Elizabeth, nonne[1] ;
- Anne, épouse de Sir Gilbert Umfraville de Kyme[1] ;
- Margaret, épouse de Richard, Lord Scrope de Bolton, puis de William Cressener[1] ;

Veuf, il se remarie en 1396 avec Jeanne Beaufort (v.1379-1440), fille légitimée de Jean de Gand, duc de Lancastre († 1399) et de sa troisième épouse Katherine Swynford. Jeanne est la demi-sœur du roi Henri IV d'Angleterre, et la veuve de Sir Robert Ferrers d'Oversley (Warwickshire). Ensemble ils ont neuf fils et cinq filles :
- Richard Neville (1400-1460), 5e comte de Salisbury[4]: père de Richard,(1428-1471) comte de Warwick, "le faiseur de rois" ;
- Éléonore Neville († en 1472), mariée en 1412 à Richard le Despenser (1396-1414), puis en 1414 à Henry Percy (2e comte de Northumberland) (1393-1455)[4] ;
- Catherine Neville († v.1483), mariée en 1411 au duc de Norfolk John Mowbray (1392-1432), puis en 1465 à John Woodville († en 1469)[4]
- William Neville († en 1463), comte de Kent en 1461, Lord Fauconberg à la suite de son mariage en 1422 avec Jeanne Fauconberg (1406-1490)[4]
- Robert Neville († en 1457), entré dans les ordres, il devient évêque de Salisbury et de Durham[4]
- Edward Neville († en 1476), lord Abergavenny en 1450, marié à Elisabeth Beauchamp (1415-1448), puis en 1448 à Catherine Howard († en 1478)[4]
- Anne Neville († en 1480), mariée en 1424 à Humphrey Stafford, duc de Buckingham (1402-1460), puis en 1467 à Gautier Blount, baron Montjoy († en 1474)[4]
- George Neville († en 1469), lord Latimer, épouse en 1437 Elisabeth Beauchamp (1417-1480)[4]
- Cécile Neville (1415-1495), mariée à Richard, duc d'York (1411-1460), ils sont les père et mère des rois Édouard IV, Richard III d'Angleterre[4] et d'Élisabeth d’York (1444-1503), mère de John de la Pole, Edmond et Richard, prétendants au trône d'Angleterre.